# لویی ون تیلت
لویی ون تیلت (انگلیسی: Louis Van Tilt; ۲۸ مارس ۱۸۷۵ – تاریخ ورودی نامعتبر است) ورزشکار ورزش تیراندازی اهل بلژیک بود.
وی در مسابقات کشوری و بین‌المللی در مجموع برندهٔ ۱ مدال نقره شده‌است.